# Antoine-François Lomet
Antoine-François Lomet des Foucaux est un ingénieur des ponts et chaussées et un militaire français, né à Château-Thierry le 6 novembre 1759, et mort à Paris le 10 novembre 1826 .

## Biographie
Il est le fils de Claude Lomet, sous-inspecteur des ponts et chaussées de la généralité de Paris, et de Marie-Louise Sutil, fille de François Sutil, avocat au parlement et substitut des gens du Roy dans la juridiction de Château-Thierry, et de Marie-Louise Deschamps. Par sa famille maternelle, il est un petit-neveu de Jean de La Fontaine. La famille paternelle était originaire du Bourbonnais. Son grand-père, Antoine Lomet, était avocat au présidial de Moulins. L'oncle d'Antoine François Lomet, François Lomet (1726-1802) a été député de la sénéchaussée du Bourbonnais à l'Assemblée constituante entre 1789 et 1791.
Son père est nommé ingénieur en chef des ponts et chaussée de la généralité de Grenoble. Antoine François Lomet poursuit ses études au collège de Grenoble où il se lie d'amitié avec Antoine Barnave. Son père lui fait rencontrer des savants et personnalités de Grenoble. Il a l'occasion d'herboriser avec Jean-Jacques Rousseau et a rencontré Voltaire à Ferney.
Ses qualités de dessinateur lui ont permis d'entrer à l'école des ponts et chaussées le 1er avril 1777 dirigée par Jean-Rodolphe Perronet. En 1779 il y a remporté le premier prix des traits et le deuxième prix des cartes.

### Ingénieur des ponts et chaussées à Agen
Il est nommé le 1er avril 1782 ingénieur des ponts et chaussées attaché à la généralité de Bordeaux avec résidence principale à Agen. Il y reste en poste jusqu'en 1792. Il a pu rencontrer tout ce que la ville comptait de savants, et, en particulier, Lacépède et Saint-Amans. Il a participé aux travaux d'embellissement de la ville avec la transformation de la promenade du Gravier, en renversant les remparts et en reconstruisant la porte Saint-Antoine et en dégageant la porte Neuve. Il a aussi réalisé un plan d'Agen appelé le plan Lomet.
Il va participer avec d'autres ingénieurs des ponts et chaussées au projet de Dictionnaire des ponts et chaussées qui devait être une composante de l' Encyclopédie méthodique dont le projet a été lancé en 1779 par Charles-Joseph Panckoucke (1736-1798). Ce projet de dictionnaire est dirigé par Gaspard Riche de Prony en 1788, mais n'a pas abouti.
Favorable aux idées de la Révolution, il s'enrôle volontairement dans la milice en 1790. La ville d'Agen l'envoie comme député extraordinaire auprès de l'Assemblée constituante avec Lacépède et le comte de Cessac.
Une révolte des troupes en ligne et d"une partie du peuple contre l'autorité municipale d'Agen a failli entraîner sa mort, le 4 mars 1792.
Il s'est marié en 1788 à Agen avec mademoiselle Vernède dont il a eu deux filles.

### Capitaine à l'armée des Pyrénées
Il est ensuite réquisitionné pour accompagner Lazare Carnot qui faisait une reconnaissance de la frontière des Pyrénées en 1792.
Il est nommé le 12 novembre 1792 capitaine-adjoint à l'état-major de l'armée des Pyrénées. Il passe capitaine au 3e bataillon de la légion des Montagnes le 15 février 1793, puis, le 15 mai suivant, chef de bataillon, et le 25 prairial an III (1795), il est adjoint-général chef de brigade (colonel).
En 1795, il écrit un mémoire sur les établissements thermaux des Pyrénées à la suite de sa mission sur les établissements thermaux et les eaux thermales.

### Professeur d'architecture à l'école Polytechnique et à l'école centrale d'Agen
Le 11 vendémiaire an III, il est rappelé à Paris comme conservateur-adjoint des modèles de l'école centrale des travaux publics, future école polytechnique.
Le 17 pluviôse suivant il est chargé du cours d'architecture. Il y exerce comme professeur d’architecture à l’École polytechnique jusqu'au 1er messidor an V.
Il a aussi donné des cours publics à l'école des Mines.
Il est réformé de l'armée le 20 vendémiaire an IV à la suite de la dissolution de l'armée des Pyrénées.
Ayant des problèmes de vue, un de ses yeux a dû être opéré. Son cours d'architecture est supprimé et il est réformé après le coup d'État du 18 fructidor an V, probablement à cause de ses relations avec Carnot. Il revient alors à Agen. Il y est nommé professeur de physique et de chimie à l'école centrale du département le 1er messidor an V.
C'est dans cette période qu'il publie trois mémoires :
- De la fabrication des crayons avec la pierre de sanguine,
- De l'influence de la physique et de la chimie sur l'agriculture,
- De l'emploi des machines aérostatiques aux reconnaissances militaires et à la construction des cartes géographiques.

À Agen il s'occupe de la confection des planches du plan d'Agen qu'il avait dressé en 1789.
Il continue l'aménagement de la promenade du Gravier et y fait construire une fontaine en 1798, en vis-à-vis de l'hôtel Hutot de Latour.
Le 25 nivôse an VI il est nommé ingénieur en chef des ponts et chaussées des Hautes-Alpes mais il refuse le poste.

### Colonel d'état-major et gouverneur
Le 12 termidor an VI (1799), le général Bernadotte nommé ministre de la Guerre, le réintègre dans l'armée avec son grade de colonel en l'attachant au Conseil central des opérations de l'armée.
Il quitte le ministère de la Guerre le 14 pluviôse an XII (1804) pour passer dans la Grande Armée. Il prend part à la campagne de 1805, et sa participation à la bataille d'Austerlitz lui a valu d'être nommé commandeur de la Légion d'honneur. Il est sous-chef d’état-major du 4e corps en 1806.
Il est désigné comme commandant de la place de Braunau am Inn le 9 brumaire an XIV (1806) et y reste jusqu'en 1808. Napoléon Ier l'envoie en Espagne car il juge qu'il s'occupe plus de lithographie que de son gouvernement. Il l'a alors nommé gouverneur de Jaca.
N’étant plus en état de servir à la suite d’une attaque de paralysie, il est admis à la retraite le 10 janvier 1810. Dans sa retraite il va s'intéresser aux progrès de l'art de la lithographie dont il est un des premiers importateurs en France.
En 1814, il décide de se rendre à Paris, mais ne peut dépasser Orléans. Il séjourne alors sur sa terre des Foucaux. Il vend sa collection de 4 000 minéraux à lord Seymour.
Il meurt le 10 novembre 1826 et est inhumé au cimetière du Père-Lachaise (10e division),.

### Baron d'Empire
Il est baron d’Empire sous la dénomination de « des Foucaux » par décret du 3 mai 1809. Les Foucaux étaient une terre patrimoniale située sur la commune de Besson dans le département de l'Allier dont il avait acquis la propriété par échange de biens avec Léon Dauberval.

## Décorations
- Officier de la Légion d’honneur en 1804.
- Commandeur de la Légion d'honneur le 25 décembre 1805[10].
- Chevalier de l'ordre royal et militaire de Saint-Louis

## Mémoires rédigés
- Observations adressés par le citoyen Lomet adjudant général, aux citoyens chargés de l'organisation de l'Ecole centrale des Travaux publics (1795) ;
- Mémoire sur les eaux minérales et les établissemens thermaux des Pyrénées, comprenant la recherche des moyens les plus propres à recueillir et conserver les sources minérales, et la description des monumens à élever pour utiliser ces eaux salutaires à la guérison des blessures des défenseurs de la République. Publié par ordre du Comité de salut public. Rédigé avec Raymond de Carbonnières (1795)[11]
- L'invention d'un nouveau sextant (1799) ;
- Mémoire sur l'emploi des machines aérostatiques aux reconnaissances militaires et à la construction des cartes géographiques, publié dans le Journal de l'École polytechnique, tome IV, 1802 (lire en ligne) ;
- Théorie et pratique du nivellement et son application au calcul des terrasses ;
- Traité de la construction, de l'équipement et des manœuvres des machines de théâtre, faisant suite aux recueils de charpenterie de M. Krafft (1810) ;
- Traité sur le baraquement des troupes (non publié) ;
- Dix-huit volumes déposés au ministère de la Guerre, dont un mémoire sur la technologie ;
- Études, dessins et plans donnés à l'École des Mines et au dépôt de la Guerre.